# Libros
Libros è un comune spagnolo di 157 abitanti situato nella comunità autonoma dell'Aragona.